# Setúbal (stad)
Setúbal is een stad in Portugal en de hoofdstad van het gelijknamige district. Met 123.496 inwoners (2021) is het de vierde stad van het land. De stad ligt aan de noordkant van het estuarium van de Sado. Het is de derde zeehaven van het land en heeft een belangrijke scheepsbouwindustrie.

## Geschiedenis
Tijdens de Romeinse tijd was de naam van de stad Caetobriga. Een vloedgolf maakte in 412 een einde aan de nederzetting. De stad was vanaf het begin van de 8e eeuw in het bezit van de moslims van Al-Andalus. In 1217 werd de stad veroverd door het leger van Alfons II van Portugal. De Igreja de Jesus in manuelstijl dateert uit de 15e eeuw.

## Sport
Vitória Setúbal is de betaaldvoetbalclub van Setúbal en speelt haar wedstrijden in het Estádio do Bonfim. De club won drie keer de Portugese voetbalbeker.

## Geboren
- José Mourinho (1963), voetbalcoach
- Bruno Paixão (1974), voetbalscheidsrechter
- Bruno Lage (1976), voetbalcoach
- Neuza Silva (1983), tennisster
- Rúben Vezo (1994), voetballer